# Linia kolejowa Könnern – Rothenburg
Linia kolejowa Könnern – Rothenburg – nieczynna jednotorowa i niezelektryfikowana lokalna linia kolejowa w kraju związkowym Saksonia-Anhalt, w Niemczech. Łączył miejscowości Könnern i Rothenburg.